# Магнітокалоричний ефект
Магнітокалоричний ефект (МКЕ) — зміна температури  магнітної речовини при зміні зовнішнього магнітного поля, що впливає на нього в  адіабатичних умовах. Найбільш яскраво МКЕ проявляється при температурах близьких до температури  магнітного фазового переходу.
В даний час розробляються способи застосування МКЕ для  досягнення низьких температур і, навіть, т. зв. «магнітні» холодильники — пристрої, де  цикл стиснення-розширення традиційної компресійної  холодильної машини замінений процесом намагнічування-розмагнічування  магнітного тіла, яке виступає своєрідним аналогом  паро-газового теплоносія.
Інститутом магнетизму національної академії наук України запропонований новий підхід до опису магнітокалоричного ефекту. Цей підхід дозволив кількісно описати магнітокалоричний ефект та теплоємність.

## Інтернет-ресурси
- Magnetokalorischer Effekt im Lexikon der Physik, Spektrum Akademischer Verlag [Архівовано 16 листопада 2019 у Wayback Machine.]